# Grove Hill
Grove Hill es un pueblo ubicado en el condado de Clarke en el estado estadounidense de Alabama. En el censo de 2020, su población era de 1810.

## Demografía
En el 2000 la renta per cápita promedia del hogar era de $ 31.012$, y el ingreso promedio para una familia era de 36.833$. El ingreso per cápita para la localidad era de 16.459$. Los hombres tenían un ingreso per cápita de 35.481$ contra 20.438$ para las mujeres.

## Geografía
Grove Hill está situado en 31°42′22″N 87°46′27″O / 31.70611, -87.77417 (31.706137, -87.774274).
Según la Oficina del Censo de los EE. UU., la ciudad tiene un área total de 4.97 millas cuadradas (12.86 km²).